# Tiro ai Giochi della XVIII Olimpiade - Pistola 25 metri
La competizione della pistola 25 metri di tiro a segno ai Giochi della XVIII Olimpiade si è svolta il giorno 19 ottobre 1964 al poligono di Asaka.

## Risultato
La gara consisteva in due riprese da 30 colpi, di cui due serie da 5 colpi in 8", due serie da 5 colpi in 6" e due serie da 5 colpi in 4".
| Pos.    | Atleta                      | Nazione          | 1ª Ripresa | 2ª Ripresa | Totale |
| ------- | --------------------------- | ---------------- | ---------- | ---------- | ------ |
| Oro     | Pentti Linnosvuo            | Finlandia        | 297        | 295        | 592    |
| Argento | Ion Tripșa                  | Romania          | 295        | 296        | 591    |
| Bronzo  | Lubomír Nácovský            | Cecoslovacchia   | 294        | 296        | 590    |
| 4       | Hans Albrecht               | Svizzera         | 295        | 295        | 590    |
| 5       | Szilard Kun                 | Ungheria         | 293        | 296        | 589    |
| 6       | Marcel Rosca                | Romania          | 294        | 294        | 588    |
| 7       | Igor Bakalov                | Unione Sovietica | 294        | 294        | 588    |
| 8       | Kanji Kubo                  | Giappone         | 292        | 295        | 587    |
| 9       | Ladislav Falta              | Cecoslovacchia   | 293        | 294        | 587    |
| 10      | Tony Clark                  | Gran Bretagna    | 294        | 293        | 587    |
| 11      | Hansrüdi Schneider          | Svizzera         | 294        | 292        | 586    |
| 12      | William McMillan            | Stati Uniti      | 293        | 293        | 586    |
| 13      | Lothar Jacobi               | Germania         | 291        | 294        | 585    |
| 14      | Jean Renaux                 | Francia          | 290        | 294        | 584    |
| 15      | Józef Zapędzki              | Polonia          | 293        | 291        | 584    |
| 16      | Aleksandr Zabelin           | Unione Sovietica | 294        | 290        | 584    |
| 17      | Ed Teague                   | Stati Uniti      | 293        | 290        | 583    |
| 18      | Dencho Denev                | Bulgaria         | 294        | 288        | 582    |
| 19      | Michael Papps               | Australia        | 291        | 291        | 582    |
| 20      | Tibor Gonczol               | Australia        | 288        | 293        | 581    |
| 21      | Alkiviadis Papageorgopoulos | Grecia           | 288        | 293        | 581    |
| 22      | Bill Hare                   | Canada           | 285        | 294        | 579    |
| 23      | Gabor Balla                 | Ungheria         | 290        | 289        | 579    |
| 24      | Osamu Ochiai                | Giappone         | 288        | 291        | 579    |
| 25      | Stig Berntsson              | Svezia           | 289        | 289        | 578    |
| 26      | Gerhard Feller              | Germania         | 288        | 289        | 577    |
| 27      | Kalle Sievänen              | Finlandia        | 291        | 285        | 576    |
| 28      | Manuel Jose Fernandez       | Argentina        | 286        | 290        | 576    |
| 29      | Nic Zwetnow                 | Norvegia         | 287        | 289        | 576    |
| 30      | Sumol Sumontame             | Thailandia       | 285        | 290        | 575    |
| 31      | Giovanni Liverzani          | Italia           | 281        | 293        | 574    |
| 32      | Juan Carlos Oxoby           | Argentina        | 286        | 288        | 574    |
| 33      | Juan Thomas                 | Spagna           | 286        | 288        | 574    |
| 34      | Guillermo Cornejo           | Perù             | 286        | 287        | 573    |
| 35      | Taweesak Kasiwat            | Thailandia       | 289        | 282        | 571    |
| 36      | Ugo Amicosante              | Italia           | 284        | 286        | 570    |
| 37      | Leon Lyon                   | Porto Rico       | 286        | 284        | 570    |
| 38      | Alan Bray                   | Gran Bretagna    | 281        | 288        | 569    |
| 39      | Lee Jong-Hyeon              | Corea del Sud    | 284        | 281        | 565    |
| 40      | Chalbaud Jose Antonio       | Venezuela        | 282        | 283        | 565    |
| 41      | Antonio Clopatofsky         | Colombia         | 281        | 279        | 560    |
| 42      | Abdallah Zohdy              | Rep. Araba Unita | 271        | 284        | 555    |
| 43      | Armando Malpartida          | Perù             | 273        | 280        | 553    |
| 44      | Leonard Bull                | Kenya            | 277        | 276        | 553    |
| 45      | Jose Cayolla                | Portogallo       | 276        | 276        | 552    |
| 46      | Park Nam-Gyu                | Corea del Sud    | 274        | 278        | 552    |
| 47      | Garfield McMahon            | Canada           | 270        | 281        | 551    |
| 48      | Horacio Miranda             | Filippine        | 278        | 270        | 548    |
| 49      | Hav Abdur Rashid            | Pakistan         | 269        | 269        | 538    |
| 50      | Paterno Miranda             | Filippine        | 275        | 260        | 535    |
| 51      | Alan Handford-Rice          | Kenya            | 254        | 261        | 515    |
| 52      | Loh Ah Chee                 | Malaysia         | 247        | 248        | 495    |
| 53      | Ma Chen-Shan                | Taiwan           | 245        | 237        | 482    |